# Таврическая область

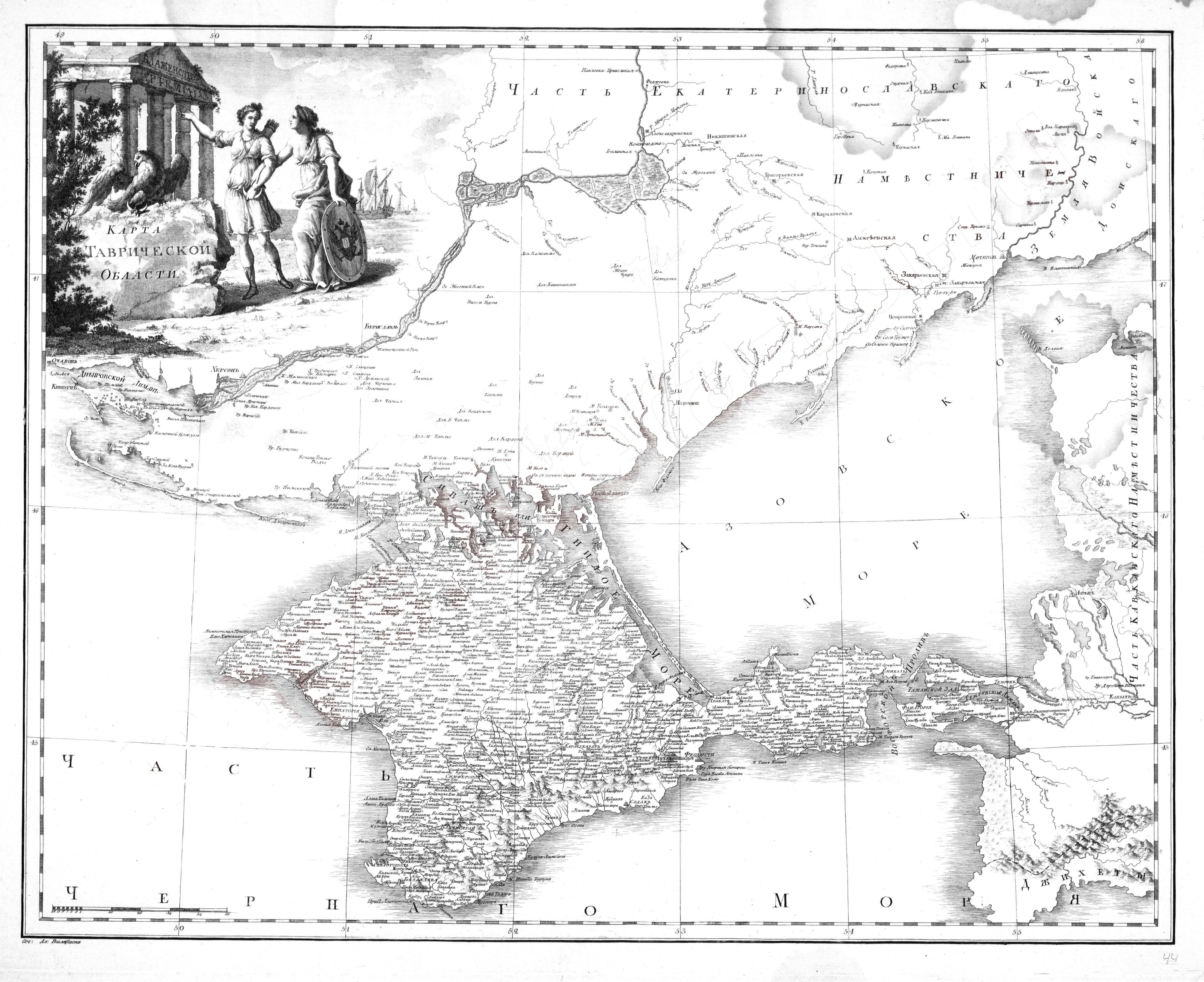
Карта Таврической области Вильбрехта

Таври́ческая о́бласть — административная единица Российской империи в 1784—1796 годах.

## История
Область была создана именным указом Екатерины II сенату от (8) 19 февраля 1784 года «Об устройстве Таврической области», на территории бывшего Крымского Ханства была образована Таврическая область, на части территории бывшего Крымского ханства, с центром в городе Карасубазар, но в том же году столица была перенесена в Симферополь. Тем же указом область была разделена на 7 уездов:
- Днепровский — центр г. Алёшки
- Евпаторийский — г. Евпатория
- Левкопольский — г. Левкополь
- Мелитопольский — канцелярия кн. Потемкина, после 1791 г. — с. Токмак.
- Перекопский — г. Перекоп
- Симферопольский — г. Симферополь
- Фанагорийский (Тмутараканский)[1].

На более низком уровне (судя по ордерам светлейшего князя Потёмкина от 1786 и 1787 годов) сохранялось деление на камаканства, при этом возглавляли их каймаканы из числа крымских татар.
Первым правителем области 16 февраля 1784 года был назначен Василий Васильевич Каховский, занимавший должность до 1788 года, областным предводителем дворянства избраны Меметша Ширинский (до 1791 и 1794—1796) и Калга Селемша Ширинский (1791—1794).
В 1787 году Левкопольский уезд был преобразован в Феодосийский с центром в городе Феодосия. С 18 февраля 1788 года по 1796 год поручиком правителя (вице-губернатором) области состоял выдающийся учёный Карл Иванович Габлиц. Должность второго и последнего правителя области в 1789—1796 годах занимал Семён Семёнович Жегулин. Указом Павла I от 12 декабря 1796 года Таврическая область была упразднена, территория, разделённая на 2 уезда — Акмечетский и Перекопский, присоединена к Новороссийской губернии, («…разделяемую просто на уезды, сообразно количеству жителей и обширности местности.»).